# 兵庫県の市町村歌一覧
兵庫県の市町村歌一覧（ひょうごけんのしちょうそんかいちらん）は、日本の兵庫県に属する市町村で制定されている、もしくは過去に制定されていた市町村歌などの自治体歌やそれに準じた楽曲の一覧である。なお、一覧の順序は全国地方公共団体コード順による。

## 概説
兵庫県で戦前から市町村歌を制定していたことが確認されているのは神戸市、尼崎市、明石市、相生市、洲本市、飾磨郡安室村（現・姫路市）、揖保郡網干町（同）、城崎郡豊岡町（現・豊岡市）の8市町村で、特に明石市は県内の市歌としては神戸市の初代市歌よりも10年早い制定であった。戦後は阪神地域や東播磨地域で一斉に市歌が制定され、中でも1954年（昭和29年）は昭和の大合併で誕生した宝塚市、三木市、高砂市、川西市、小野市の5市全てが市制施行と同時に市歌を制定している。1990年代には龍野市（現・たつの市）を含めて当時存在していた県下の21市全てで市歌が制定されていた。
兵庫県では長年にわたり県民歌は「未制定」であると言うのが通説であったが、実際は1947年（昭和22年）に「兵庫県民歌」が制定されていたことが神戸新聞社の取材で判明した。この「県民歌」の作詞者である野口猛は後に川西市の歌詞募集で入選しており、作曲者の信時潔は神戸市（2代目）、加古川市、宍粟郡山崎町（現在の宍粟市）で市・町歌の作曲を手掛けている。その他の市では関西交響楽団の大澤壽人や宝塚歌劇団名誉理事の酒井協、武庫川女子大学教授の宮原禎次ら県にゆかりのある作曲家が手掛けたものが多い。
制定経緯に関しては1930年代から1950年代にかけては「県民歌」を含めて神戸新聞社の後援で制定されたものが多く、また1940年代から1970年代にかけて制定された市・町歌の大半は芦屋市で半生を過ごした詩人の富田砕花が審査に関わっている。
但馬地域では平成の大合併以前から18市町全てで市・町歌が制定されており、合併で誕生した市町の大半でも早期に新しい市・町歌が制定されているが養父市は市民音頭のみを作成している（ただし、非公式のイメージソングは存在する）。その他の地域では南あわじ市も市歌ではなく市民音頭を制定したが、2017年（平成29年）には淡路市、2018年（平成30年）には丹波市、2025年（令和7年）には宍粟市がそれぞれ新規に市歌を制定している。

## 神戸市
- 神戸市歌[8] - 1951年（昭和26年）制定

作詞：木村靖弘 作曲：信時潔
2代目（非公式の市歌を含めた場合は3代目）の市歌である。
- しあわせ運べるように - 1995年（平成7年）発表、2021年（令和3年）1月17日制定

作詞・作曲：臼井真
阪神・淡路大震災からの復興を願い作られた楽曲で、追悼式典を中心に多くの市民によって歌い継がれてきたことから、震災から26年目の2021年に「第二市歌」として指定された。

### 神戸市の区歌等
神戸市の一部の区では独自に区歌や区民音頭が制作されている。
- 東灘区‥梅が幸せもってくる

作詞：山田千都子 作曲：中村茂隆
- 長田区‥長田音頭[10] - 1993年（平成5年）発表

作詞：小倉正子 作曲：日当均
- 北区‥きたきた音頭
- 西区‥神戸学園都市音頭[11]

## その他市部
姫路市
- 姫路市歌[12] - 1949年（昭和24年）8月18日制定

作詞：河西新太郎 作曲：須藤五郎
市制60周年記念。
- 夢ある姫路[14] - 1989年（平成元年）発表

作詞・作曲：さとう宗幸
市制100周年を記念して開催された姫路百祭シロトピアのテーマソングで、閉幕後は市民愛唱歌となった。
- 交響詩ひめじ　-　1989年制定

作曲：池辺晋一郎　作詩：川口汐子
1989年の姫路市制100周年を記念し、市民の間で末永く愛され、親しまれるふるさと讃歌として制作された。全４楽章からなり、混声合唱と女声合唱のそれぞれで演奏が可能で、ピアノ伴奏版、吹奏楽伴奏版、吹奏楽のみの版があり、多彩な形で演奏できる。
1991年から毎年２月にパルナソスホールで、公益財団法人姫路市文化国際交流財団主催で「交響詩ひめじ合唱コンクール」が行われ続けている。行政の記念事業として制作された音楽作品が、年月を経ても歌い継がれる例は、作曲者である池辺をして「このように長く活用している例を、僕は他に知らない」と言わしめている。
上記の他、平成の大合併で姫路市に編入された香寺町、夢前町、安富町の町歌と家島町の町民音頭は合併協議会の申し合わせによりそれぞれ「地域の歌」として継承されている。
尼崎市
- 尼崎市歌[16] - 1940年（昭和15年）制定[17]

作詞：土井晩翠 作曲：東京音楽学校
歌詞・旋律とも著作権の保護期間を満了（パブリックドメイン）。2代目の市歌である。
- ああ尼崎市民家族 - 1986年（昭和61年）発表

作詞：伊丹公子 作曲：キダ・タロー
市制70周年記念市民愛唱歌。FM aiaiで平日の正午前に演奏される。
明石市
- 明石市歌[19] - 1929年（昭和4年）11月1日制定

作詞：尾上柴舟 作曲：岡野貞一
現存する県内最古の市歌。歌詞・旋律とも著作権の保護期間を満了（パブリックドメイン）。
西宮市
- 西宮市歌[20] - 1946年（昭和21年）12月制定

作詞：北村正元 作曲：山田耕筰
作詞者は所在不明となっており、情報提供が呼び掛けられている。
- 西宮市民歌 - 1955年（昭和30年）制定

作詞：難波立夏女 補作：喜志邦三 作曲：徳永秀則
- 文教住宅都市西宮の歌[20] - 1963年（昭和38年）発表

作詞：喜志邦三 作曲：鎌田廉平
市民愛唱歌。
洲本市
- 洲本市民の歌 - 1963年（昭和38年）4月制定

作詞：池田真琴 作曲：中田喜直
新設合併前の（旧）洲本市の2代目市歌である。五色町との合併に際し、市歌の扱いに関しては特に取り決めが行われなかったため現在の地位は不明確である。
芦屋市
- 芦屋市民のうた[22] - 1949年（昭和24年）2月19日発表

作詞：本間一咲 補作：富田砕花 作曲：大澤壽人
- このまちが好き - 1998年（平成10年）発表

作詞：芦屋市の小学生たち、後藤悦治郎 作曲：後藤悦治郎
市民愛唱歌。
「芦屋市民のうた」は1990年（平成2年）の市制50周年記念式典での演奏を最後に市の行事では演奏されなくなり2000年代以降は「このまちが好き」のみが演奏されるようになったが、2013年（平成25年）に有志が「芦屋市民のうた」復活演奏を実施した。
伊丹市
- 伊丹市歌[24] - 1950年（昭和25年）10月10日制定

作詞：和仁敏之 補作：富田砕花 作曲：大澤壽人
市制10周年記念。
相生市
- 相生市歌[25] - 1942年（昭和17年）12月制定

作詞：浦山貢 作曲：宮原禎次
豊岡市
- 豊岡市歌[26] - 2008年（平成22年）3月29日制定

作詞：尾崎龍 作曲：岩河三郎
合併3周年記念。2代目（新設合併後の豊岡市としては初代）の市歌である。
加古川市
- 加古川市歌[27] - 1964年（昭和39年）11月3日制定

作詞：橘一郎 補作：富田砕花 作曲：信時潔
- 陽炎の播磨野 - 1970年（昭和45年）3月発表

市民愛唱歌。
赤穂市
- 赤穂市歌[28] - 1981年（昭和56年）9月制定

作詞：木俣修 作曲：中田喜直
- 愛する街 〜赤穂〜

作詞・作曲：阪田尚美
市民愛唱歌。赤穂市文化会館前に歌碑がある。
西脇市
- 西脇市歌[29] - 1952年（昭和27年）4月1日制定

作詞：中川安一 作曲：村山貞雄
黒田庄町との新設合併に際し（旧）西脇市の市歌を継承することが確認され、合併後の2006年（平成18年）10月1日に改めて制定された。
宝塚市
- 宝塚市歌[31] - 1954年（昭和29年）4月1日制定

作詞：西川好次郎 作曲：酒井協
市制施行と同時に制定。「和歌山県民歌」と同じ作詞者である。
三木市
- 三木市歌[32] - 1954年（昭和29年）4月1日制定

作詞：大倉芳郎 作曲：酒井協
市制施行記念。
高砂市
- 高砂市歌[33] - 1954年（昭和29年）12月14日制定

作詞：加茂祐造 作曲：酒井協
市制施行記念。
川西市
- 川西市歌[34] - 1954年（昭和29年）12月1日制定

作詞：野口猛 作曲：酒井協
市制施行記念。県から長年にわたり存在を否定されていた「兵庫県民歌」と同じ作詞者である。
小野市
- 小野市歌[35] - 1954年（昭和29年）12月1日制定

作詞：富田砕花 作曲：山田耕筰
市制施行記念。
三田市
- 三田が翔びたつ[36] - 1988年（昭和60年）制定

作詞：谷口裕治 補作：落合武司 作曲：奥村貢
市制30周年記念。
加西市
- ゆめ色の街 - 1989年（平成元年）制定[37]

作詞：岡夕花 補作：小倉零子 補作・作曲：小椋桂
新市庁舎落成記念。
丹波篠山市
- いま ここに生きる[38] - 2000年（平成12年）5月20日制定

作詞：宇内悦子 作曲：藤田カブロー
市制1周年記念。2019年（令和元年）に「篠山市」から市名を改称した後も、歌詞の改訂などは特に行われていない。
養父市
- 養父市音頭 - 2011年（平成23年）発表

作詞：川口満郎 作曲：里野こみち
市民音頭。旧養父町の「養父音頭」と区別するため「市」を冠している。
- この町へ来たら夢に逢える[39] - 2013年（平成25年）発表[40]

作詞・作曲：益田兼大朗
- 戻っておいで[41] - 2013年（平成25年）発表[40]

作詞・作曲：益田兼大朗
「この町へ来たら夢に逢える」と「戻っておいで」の2曲は正式な市歌でなくイメージソング（養父の愛歌）とされている。
丹波市
- このまちと ともに[42] - 2018年（平成30年）12月28日制定

作詞：秋山知美 作曲・編曲：千住明
歌詞の公募に当たり「丹波」や前身となった氷上郡6町の名称を使用しないことが条件とされていた。市ではその理由を「全国的に歌い継がれるように」「丹波市民だけでなく誰もが自分の故郷を思い浮かべられるように」としているが、隣接する篠山市（当時）との「丹波」の名称を巡っての軋轢が背景にあったのではないかとも言われる。
- 丹波市音頭[44] - 2009年（平成21年）1月8日制定

作詞：炭野誠 補作：秋田泰治 作曲：足立知謙
「丹波市市歌」の副題が冠されていた。
南あわじ市
- 南あわじ市市民音頭[46] - 2010年（平成22年）1月11日制定

作詞：能登濱吉 作曲：三原聡
朝来市
- 朝来市の歌[47] - 2010年（平成22年）3月30日制定

作詞：稲岡俊一 補作・作曲：小椋桂
淡路市
- 輝く淡路市[48] - 2017年（平成29年）2月1日制定

作詞：保田昌彦 補作：槙映二 作曲：大江浩志 編曲：山田恵範
同じ歌詞で池田八声が作曲した「音頭バージョン」もある。
宍粟市
- 宍粟市歌「ここがふるさと」[50] - 2025年（令和7年）4月1日制定

作詞：槙映二 作曲：山田恵範
合併20周年記念。
上記の他、2013年（平成25年）には難読地名「宍粟」の正しい読み方と筆順を歌詞にした「宍粟市字書き歌」（作詞：大部正勝 作曲：嶋村郁子）が発表されている。
たつの市
- たつの市歌[52] - 2006年（平成18年）3月4日制定

作詞：三木初代 補作：武鹿悦子 作曲：湯山昭
新設合併と同時に歌詞を募集して翌年に制定された。
加東市
- 勇躍加東[53] - 2008年（平成20年）3月31日制定

作詞：宮田賢三 作曲：キダ・タロー
「加東市応援歌」として、市民音頭「加東よしよし音頭」（作詞：大久保三代子 作曲：池田八声）と同日に制定された。

## 町部
川辺郡猪名川町
- いながわの歌 - 1955年（昭和30年）発表

作詞・作曲：奥村卓次
中谷村と六瀬村が合併して猪名川町が成立した際の式歌であるが、その後も町の行事で演奏されている。
多可郡多可町
- 多可町歌[54] - 2010年（平成18年）11月1日制定

作詞：閑念君代 作曲：橋本喬雄
- 敬老のうた きっとありがとう[55] - 2013年（平成22年）9月19日発表

敬老の日のルーツとなった「としよりの日」を1947年（昭和22年）に旧野間谷村が制定した経緯から「敬老の日発祥のまち」PRソングとして制作された。
加古郡稲美町
- 稲美音頭 - 1957年（昭和32年）発表

作詞：大西一雄 作曲：浅原弥平 編曲：小沢直与志
- いなみ音頭[56] - 1986年（昭和61年）発表

作詞：平山忠夫 作曲：市川昭介 編曲：伊藤雪彦
加古郡播磨町
- ふれあいの歌[57] - 1995年（平成7年）発表

作詞：井上朋義 作曲：木許隆
神崎郡市川町
- 市川音頭

千葉県市川市の「新市川音頭」他の表題が類似した楽曲と区別するため「市川町音頭」とも呼ばれる。
神崎郡福崎町
- 福崎町町歌[58] - 1987年（昭和62年）7月21日制定

作詞：斉藤貞子 作曲：真下恭
神崎郡神河町
- 日本神河音頭[59] - 2014年（平成26年）12月7日発表

作詞：サカエ・シータマタ 作曲：神村茂三
NPO法人「神河天地のめぐみ」選定の町民音頭。
揖保郡太子町
- 太子町歌[60] - 1976年（昭和51年）制定

作詞：安田青風 作曲・編曲：名取吾郎
町制25周年記念。
赤穂郡上郡町
- 上郡小唄 - 1975年（昭和50年）発表

作詞：田淵繁男 作曲：三界稔 編曲：小町昭
合併20周年記念。
佐用郡佐用町
- 佐用音頭 - 1968年（昭和43年）発表

作詞：岡本夢村 作曲：酒井喜久男
新設合併前の（旧）佐用町の町民音頭である。佐用町・上月町・南光町・三日月町合併協議会では新設合併後の町歌制定については特に取り決めが行われなかったため現在の地位は不明確であるが、合併前から郡内の他町でも演奏されており「郡民音頭」のような扱いで現在に至っている。
美方郡香美町
- 香美町町民歌[61] - 2007年（平成19年）1月13日制定

作詞：駒井瞭 補作：志賀大介 作曲：池田八声 編曲：山田恵範
美方郡新温泉町
- 新温泉町民歌[62] - 2012年（平成24年）12月25日制定

作詞：中谷純平 作曲：西村光司

## 廃止された市町村歌
神戸市
- 神戸市歌（旧） - 1938年（昭和13年）10月制定[63]

作詞：武藤重勝 補作：北原白秋 作曲・編曲：橋本國彦
神戸新聞社選定。初代の市歌である。
なお、初代市歌よりも以前の1921年（大正10年）に非公式の市歌として「神戸市の歌」（作詞・作曲：神戸音楽同好会）が発表されている。
尼崎市
- 尼崎市歌（旧） - 1926年（大正15年）制定[17]

作詞：福武周夫 作曲：小部卯八
初代の市歌である。
洲本市
- 洲本市歌[66] - 1940年（昭和15年）制定

作詞：堀切政雄 作曲：厚美一幸
初代の市歌である。
豊岡市
- 豊岡市歌（旧）[67] - 1950年（昭和25年）11月制定

作詞：樫原太郎 作曲：木下保
初代（新設合併前の旧豊岡市）の市歌である。
龍野市
- 龍野市歌[68] - 1951年（昭和26年）4月1日制定

作詞：植木いはを 作曲：大澤壽人
神戸新聞社選定。
武庫郡鳴尾村
- 鳴尾村歌[69] - 1947年（昭和22年）頃制定

作詞：榊原督雄 作曲：小山清茂
新憲法公布記念。西宮市への編入合併に伴い、制定からわずか4年で廃止された。
加東郡社町
- やしろわが町[70] - 1985年（昭和60年）4月制定[71]

作詞：内与詩守 補作：長谷川孝士 作曲：保科洋
町制30周年記念。
加東郡滝野町
- 輝いて - 2000年（平成12年）発表[71]
- 明日に向かってGo! Go! Go! - 2000年（平成12年）発表[71]

加東郡東条町
- 東条町小唄[70] - 1980年（昭和55年）制定[71]

多可郡中町
- 中町歌[73] - 1974年（昭和49年）12月8日制定

作詞：宇治宮実治 補作：中川安一 作曲：橋本喬雄
多可郡加美町
- 加美町歌[73][74] - 1959年（昭和34年）7月16日制定

多可郡八千代町
- 八千代町民歌[73] - 1947年（昭和22年）制定

作詞：斎藤悦美 作曲：内田元
八千代村民歌として制定後、1960年（昭和35年）の町制施行時に「町民歌」へ改題。
飾磨郡安室村
- 安室村歌 - 1909年（明治42年）制定[75]

県内最古の自治体歌とされる。村立安室尋常小学校（現在の姫路市立安室小学校）は開校時に校歌を制定していなかったため、代わりにこの村歌が歌われていた。
神崎郡神崎町
- 神崎町町歌[76]

作詞：黒田芳草 作曲：井上紀男
町制20周年記念。
揖保郡網干町
- 網干町歌 - 1928年（昭和3年）10月制定

作詞：北原白秋 作曲：山田耕筰
あぼしまち交流館前に歌碑がある。
 ウィキソースには、網干町歌の原文があります。
揖保郡御津町
- 御津町町歌[77]

作詞：八木好美 作曲：須藤五郎 編曲：青木敬介
宍粟郡山崎町
- 山崎町町歌[78][79][80] - 1958年（昭和33年）8月29日制定

作詞：富田砕花 作曲：信時潔
宍粟郡一宮町
- いちのみや行進曲[81][82] - 1974年（昭和49年）9月発表

作詞：蒲田京治郎 作曲：秋月直胤 編曲：押尾司
合併して宍粟市となった他の3町の町歌と異なり正式な町歌としては扱われておらず、合併協議会の資料では「町歌 無し」とされている。
宍粟郡波賀町
- 波賀町歌[83] - 1982年（昭和57年）9月26日制定[67][80]

作詞：島田陽子 作曲：加納光記
- 湖底の笛[83] - 1986年（昭和61年）8月発表

作詞：岡本夢村 作曲：酒井喜久男 編曲：斉藤恒夫
町民愛唱歌。引原ダムの建設により水没した旧引原地区を題材にしている。
宍粟郡千種町
- いのち輝く[84] - 1996年（平成8年）4月12日制定[67][80]

作詞：島田陽子 作曲：池田八声
佐用郡南光町
- 南光町歌[79]

作詞：保井茂 作曲：衣笠博彦
城崎郡豊岡町
- 豊岡町民歌[85]

戦前に制定されたと言われているが、正確な制定時期および作詞・作曲者は不詳。
城崎郡城崎町
- 城崎町歌[67] - 1996年（平成8年）7月制定[86]

作詞：田中順之祐 作曲：保科洋
城崎郡竹野町
- 竹野町歌[67] - 1977年（昭和52年）4月制定[86]

作詞：伊藤一昭 補作：森菊蔵 作曲：狛林正一
城崎郡香住町
- 香住町民歌[87] - 1980年（昭和55年）3月17日制定[88]

作詞：南英市 補作：島田陽子 作曲：中川昌
城崎郡日高町
- 日高町民のうた[87] - 1966年（昭和41年）2月制定[86]

作詞：鹿野里美 作曲：小曽根実
町制10周年記念。
出石郡出石町
- 出石町民の歌[87] - 1964年（昭和39年）11月制定[86]

作詞：村岡和胤 作曲：木下保
出石郡但東町
- 但東町民歌[87] - 1956年（昭和31年）9月制定[86]

作詞：植木いはを 補作：今井廣史 作曲：橋本喬雄
美方郡村岡町
- 村岡町歌[89] - 1973年（昭和48年）10月制定[88]

作詞：福井一雄 作曲：松岡典三
美方郡浜坂町
- わたしの浜坂[90] - 1979年（昭和54年）制定[91]

作詞：吉野たか夫 補作：森菊蔵 作曲：八洲秀章 編曲：石川皓也
町制25周年記念。新温泉町のサイトで現町歌と併せて紹介されている。
美方郡美方町
- 美方町歌[92] - 1974年（昭和49年）10月30日制定[88]

作詞：山居菖資 作曲：西田保
美方郡温泉町
- 温泉町歌[93] - 1984年（昭和59年）7月1日制定

作詞：田中久三 補作：島田陽子 作曲：池田八声
養父郡八鹿町
- 八鹿町民の歌[92]

作詞：佐藤有弘 作曲：中村茂隆
養父郡養父町
- 養父町歌[94]

作詞：高階久子 作曲：平野一太
養父郡大屋町
- 大屋町歌[95]

作詞：才下正義 作曲：中村茂隆
養父郡関宮町
- 関宮町町民の歌[95]

作詞：和田隆男 作曲：平野一太
朝来郡生野町
- 生野町町民歌[95]

作詞：今井廣史 作曲：佐々木すぐる
朝来郡和田山町
- 和田山町民歌[95]

作詞：足立重利 作曲：橋本喬雄
朝来郡山東町
- 山東町の歌・緑の風[96]

作詞：神農善子 作曲：梅谷忠洋
朝来郡朝来町
- 朝来町町民歌[97]

作詞：脇太一 作曲：藤尾三郎
氷上郡春日町
- 春日小唄[97]

作詞：和田猛 作曲：谷垣譲
氷上郡山南町
- 山南町歌[97] - 1972年（昭和47年）制定

作詞：植木いはを 作曲：高橋半
多紀郡
- 多紀郡民歌 - 1950年（昭和25年）制定

作詞：多紀文化顕彰会選定 作曲：酒井弘
明治に作られたものが多い郡民歌としては非常に珍しく、神戸新聞社の後援で戦後に作成された。
多紀郡篠山町
- 篠山町民の歌 - 1968年（昭和43年）制定

作詞：大田かほる 作曲：前川澄夫
1955年（昭和30年）から1975年（昭和50年）まで存続した（2代目）篠山町の町歌。新設合併による（3代目）篠山町の成立に伴い失効。
- 篠山町の歌[98] - 1989年（平成元年）制定

作詞：山鳥保雄 作曲：中村茂隆
1975年（昭和50年）から1999年（平成11年）まで存続した（3代目）篠山町の町歌。
多紀郡西紀町
- 西紀町歌[99]

作詞：藤本秀雄 作曲：大西博
多紀郡丹南町
- わがまち丹南[99]

作詞：福田克彦 補作：森菊蔵 作曲：前田俊明
多紀郡今田町
- 好きです今田 サギ草の町

合併して篠山市となった他の3町の町歌と異なり、正式な町歌としては扱われていなかった。
津名郡津名町
- 津名町小唄[99]

作詞：増尾良造 作曲：小松みよ子
津名郡北淡町
- 北淡町歌[100]

作詞：久保定雄 作曲：楫田春代
津名郡五色町
- 五色町歌[101]

作詞：橋本隆夫 作曲：九市俊二
三原郡緑町
- 緑町町歌[101]

作詞：市場七郎 作曲：武田潔和
三原郡南淡町
- 南淡町歌[101]

作詞：北川充平 作曲：久保勝義